# Streptochinasi
La streptochinasi è un polipeptide derivato dagli streptococchi β-emolitici appartenenti al gruppo C di Lancefield.

## Storia
La streptochinasi è stata isolata per la prima volta nel 1933 ed è stata utilizzata per la prima volta a metà degli anni '40. Nel 1974, il Dr. Charles Dotter l'ha utilizzata per trattare la malattia occlusiva arteriosa periferica (PAO).

## Caratteristiche strutturali e fisiche
Si tratta di una proteina catabolica di cui esistono almeno due forme, prodotte dallo S. pyogenes: la streptochinasi A e la streptochinasi B.
| Idrofobicità       | - 0,728 |
| Punto isoelettrico | 5,12    |

## Farmacologia e tossicologia

### Farmacocinetica
La concentrazione plasmatica di picco raggiunge 175 U/ml, mentre il volume di distribuzione è di 1,10 L e la clearance della streptochinasi è di 0,65 L/h. La streptochinasi induce uno stato trombolitico sistemico che di solito si risolve entro 48 ore dalla somministrazione. La streptochinasi ha un'emivita monofasica di 18-30 minuti con un effetto litico associato che varia da 82 a 184 minuti.

### Farmacodinamica
A differenza di alcuni altri trombolitici, come alteplase o reteplase, la streptochinasi non possiede un'attività enzimatica intrinseca, ma forma invece un complesso non covalente 1:1 con il plasminogeno, che poi si converte nell'enzima proteolitico plasmina. La formazione del complesso induce un cambiamento conformazionale nel plasminogeno, esponendo il sito attivo che, a sua volta, idrolizza un legame peptidico su altre molecole di plasminogeno.
Il complesso streptochinasi–plasmina ha un'attività catalitica aumentata rispetto alla plasmina libera e non è soggetto all'inibizione da parte dell'α2-antiplasmina (α2-AP) e dell'α2-macroglobulina. La degradazione della fibrina mediata dal complesso SK–plasmina porta alla stimolazione dei complessi SK–plasmina e SK–plasminogeno localmente legati, determinando un'accelerata attivazione del plasminogeno e la dissoluzione del coagulo.
La streptochinasi può anche aumentare i livelli circolanti di proteina C-reattiva.

### Effetti del composto e usi clinici
La streptochinasi è stato il primo agente trombolitico introdotto sul mercato per il trattamento dell'infarto miocardico acuto. È approvata dalla FDA per il trattamento dell'infarto miocardico acuto con sopraslivellamento del segmento ST, della trombosi arteriosa o dell'embolia, della trombosi venosa profonda, dell'embolia polmonare e dell'occlusione della cannula arterovenosa.
È inoltre inclusa nella Lista dei Medicinali Essenziali dell'OMS (EML). Nel complesso, la somministrazione di streptochinasi entro 6 ore dall'insorgenza dei sintomi ha dimostrato di ridurre la mortalità. Si raccomanda che trascorrano almeno due anni prima di somministrare nuovamente la streptochinasi.

### Controindicazioni ed effetti collaterali
La natura trombolitica della streptochinasi la rende controindicata nei pazienti con sanguinamento interno attivo, poiché può aggravare l'emorragia in alcuni soggetti. È inoltre controindicata nei pazienti con ipertensione grave non controllata, neoplasie intracraniche, interventi chirurgici entro due mesi, ictus recente e chirurgia intraspinale.
La streptochinasi deve essere somministrata con estrema cautela a pazienti che hanno avuto traumi recenti, coagulopatie o malattie ematologiche, emorragia gastrointestinale, endocardite infettiva, parti ostetrici, retinopatia emorragica diabetica, biopsie d'organo o precedenti punture di vasi non comprimibili.
La streptochinasi è classificata come farmaco di categoria C in gravidanza. Probabilmente solo quantità minime di streptochinasi attraverseranno la placenta. Gli effetti della streptochinasi sul feto sono sconosciuti e le pazienti in gravidanza dovrebbero riceverla solo per prevenire lesioni potenzialmente letali.
Le reazioni allergiche e il sanguinamento sono eventi avversi comuni legati alla streptochinasi. Lo studio GISSI ha rilevato un'incidenza del 3,4% di sanguinamenti minori, mentre lo studio ISSI-2 ha riportato un'incidenza dello 0,4% di sanguinamenti significativi. I pazienti possono sperimentare bradicardia transitoria o ipotensione con un'incidenza del 10%.
Essendo derivata da proteine batteriche, la streptochinasi può causare reazioni allergiche, osservate in fino al 4,4% dei pazienti, con sintomi quali febbre, brividi o eruzioni cutanee. In rari casi, può verificarsi anafilassi, mediata dalle IgE. I pazienti che sviluppano segni e sintomi anafilattici devono interrompere immediatamente il trattamento e ricevere epinefrina.
La risomministrazione della streptochinasi non può essere raccomandata a partire da quattro giorni dopo la prima dose a causa dell'aumento degli anticorpi anti-streptochinasi e del titolo di neutralizzazione.

### Tossicologia
La tossicità della streptochinasi è attribuita al fatto che è un derivato polipeptidico dei batteri streptococchi β-emolitici.
| Organismo    | Test | Somministrazione | Dose          |
| ------------ | ---- | ---------------- | ------------- |
| Ratto        | DL50 | iv               | 2 gm/kg       |
| Topo         | DL50 | orale            | >10 gm/kg     |
| Topo         | DL50 | ip               | 4.200 mg/kg   |
| Topo         | DL50 | iv               | 3.700 mg/kg   |
| Essere umano | TDLo | sc               | 600 iu/kg     |
| Uomo         | TDLo | iv               | 562.500 iu/kg |

### Interazioni
La somministrazione contemporanea di aspirina si è dimostrata efficace nel di ridurre la mortalità e i tassi di reinfarto. Reagisce in modo crociato con gli anticorpi antistreptococcici, il che può causare resistenza alla terapia, sebbene questa resistenza venga solitamente superata con dosi elevate.

## Applicazioni
Gli anticorpi diretti contro questi enzimi vengono definiti anticorpi antistreptochinasi  e sono utili marcatori per la diagnosi di infezione streptococcica.